# Jean Gremling
Jean Gremling (Athus, 13 de septiembre de 1921-Luxemburgo, 21 de abril de 1996) fue un jurista y político luxemburgués. Estudio abogacía por el colegio de abogados de Luxemburgo.
Sirvió como diputado por el LSAP de 1951 a 1958 y de 1974 a 1979. En abril de 1979, dejó el LSAP, donde fue reemplazado por Harry Ackermann.
Jean Gremling fundó el Partido Socialista Independiente y se convirtió en presidente del partido. En las elecciones generales de 1979, se postuló en la lista "Jean Gremling - Socialistes Indépendants" (también conocido por el nombre del partido), fue electo a la cámara de diputados de 1979 a 1984.
De 1952 a 1969 y de 1976 a 1979, Gremling representó al LSAP, y de 1982 a 1987 representó al PSI en el consejo comunal de Luxemburgo.
Como presidente de la Sociedad para la Propagación de la Incineración, Flamma, abogó por la construcción de un crematorio en Luxemburgo. También fue presidente de la Libre pensée luxembourgeoise (1951-1996) y de la Union mondiale des libres penseurs (1973-1996).